# Перескачка
Переска́чка (рос. Перескачка) — селище у складі Первоуральського міського округу Свердловської області.
Населення — 229 осіб (2010, 316 у 2002).
Національний склад станом на 2002 рік: росіяни — 82 %.